# Джирасоле
Джирасо́ле (итал. Girasole) — коммуна в Италии, располагается в регионе Сардиния, в провинции Нуоро.
Население составляет 1 313 человек (30-6-2019), плотность населения составляет 99,77 чел./км². Занимает площадь 13,16 км². Почтовый индекс — 8040. Телефонный код — 0782.
Покровителем коммуны почитается святой Антиох Сардинский, празднование 13 ноября.

## Демография
Динамика населения:

## Администрация коммуны
- Официальный сайт:

## Примечание
1. ↑  Statistiche demografiche ISTAT. demo.istat.it. Дата обращения: 22 ноября 2019. Архивировано из оригинала 24 июля 2019 года.